# اللجنة الوطنية للحزب الجمهوري
اللجنة الوطنية للحزب الجمهوري (بالإنجليزية: Republican National Committee)‏ هي اللجنة الأساسية للحزب الجمهوري في الولايات المتحدة. ويختار وفود الولايات في المؤتمر الوطني أعضاء اللجنة كل أربع سنوات.   وهي مسؤولة عن تطوير وتعزيز العلامة التجارية  للحزب الجمهوري وبرنامجه السياسي فضلاً عن المساعدة في جمع التبرعات واستراتيجية الانتخابات. ولا تتمتع اللجنة بسلطة مباشرة على المسؤولين المنتخبين.  وهي مسؤولة عن تنظيم المؤتمر الوطني للحزب الجمهوري وإدارته. عندما يتولى الجمهوريون الرئاسة يسيطر البيت الأبيض على اللجنة. وبحسب بوريس هيرسينك، فإن «علماء السياسة اعتادوا أن يصفوا اللجان الوطنية للأحزاب بأنها جهات غير ذات أهمية ولكنها تقدم خدمات نزيهة».
في كل ولاية أمريكية لجان مماثلة، على الرغم من أن التنظيم الحزبي في بعض الولايات يُنظم حسب المنطقة الانتخابية، بينما تدير  لجنة وطنية منظمات الحملات المتحالفة.
يرأس اللجنة مايكل واتلي [الإنجليزية]
تعد اللجنة الوطنية للحزب الديموقراطي نظيرة الحزب الديمقراطي للجنة الوطنية للحزب الجمهوري.